# 招贤镇 (麟游县)
招贤镇，是中华人民共和国陕西省宝鸡市麟游县下辖的一个乡镇级行政单位。

## 行政区划
招贤镇下辖以下地区：
招贤村、高庄村、永丰村、竹林村、大岭村、梨家沟村、板桥村、东家嘴村、阁头寺村、南屋村、丹树村、郭家河村和安子坪村。